# Никольский приход (Хельсинки)
Никольский приход (фин. Pyhän Nikolauksen seurakunta Helsingissä) — церковно-административная структура в составе Патриарших приходов Русской православной церкви с центром в Хельсинки в Финляндии.
В структуру Никольского прихода входят: Никольский храм в Хельсинки с прилегающим к нему русским Никольским кладбищем.

## История

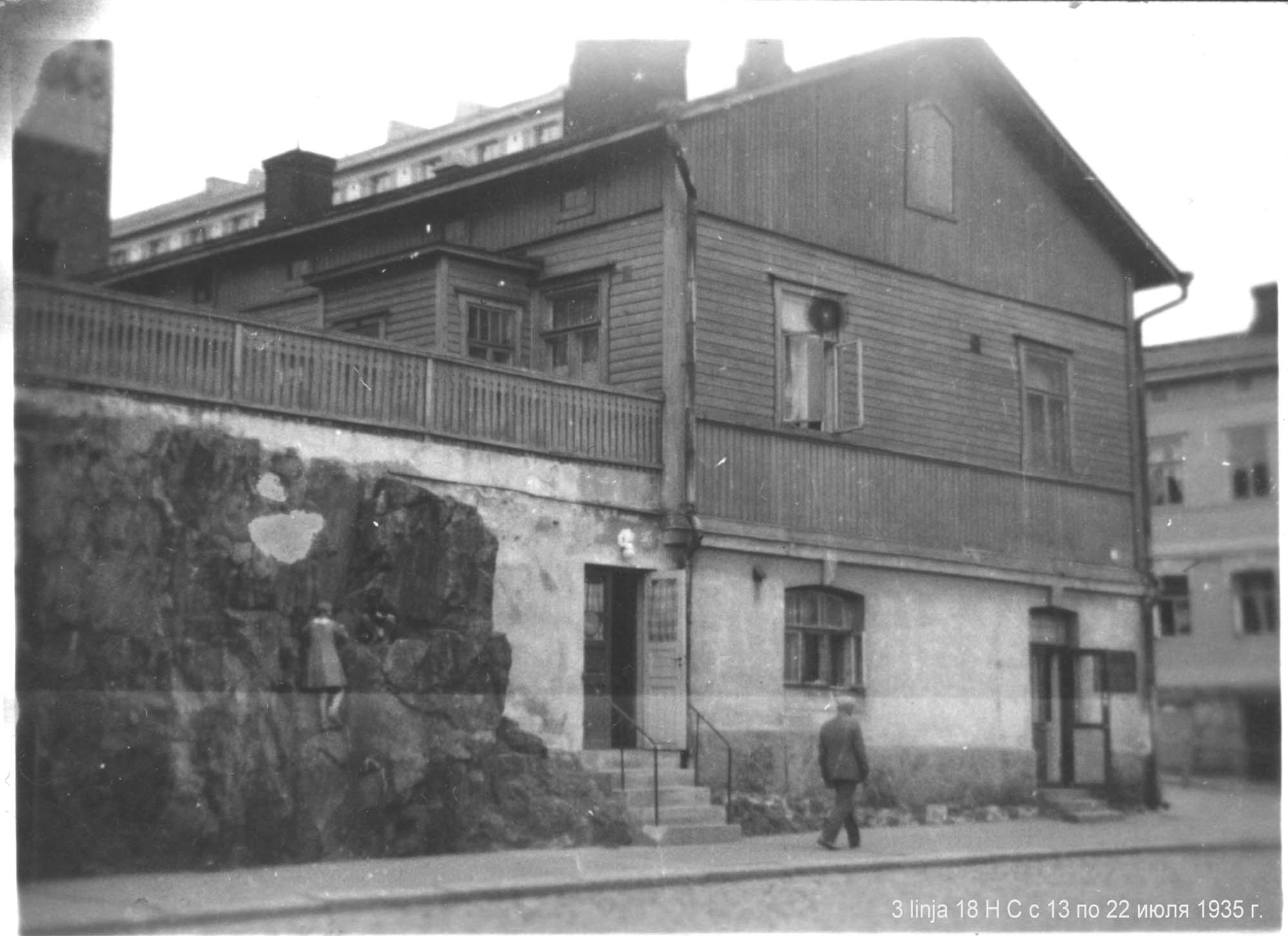
Старое здание прихода в 1935 году

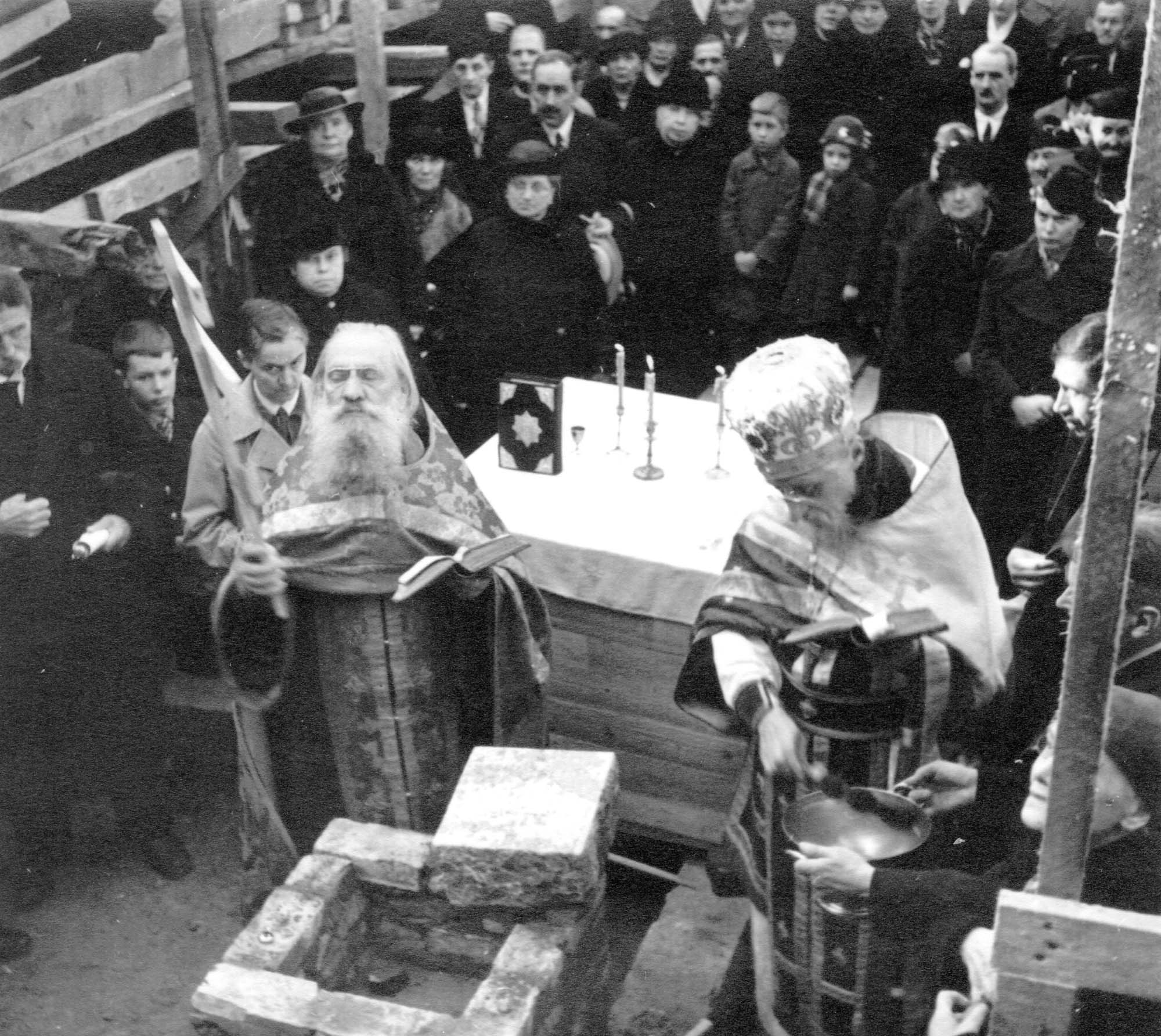
Первый настоятель прот. Николай Щукин (слева) на закладке Никольской церкви

В 1927 году, на основании нового закона о свободе вероисповедания, в Хельсинки был учреждён русский Никольский приход, зарегистрированный в государственном реестре как составная часть Выборгской частной православной общины, получившей официальную регистрацию годом ранее. С 1927 года приход возглавил митрофорный протоиерей Николай Щукин.
С 1929 по 1938 годы приход арендовал помещение для совершения богослужений в одном из домов в центре Хельсинки.
Юрисдикционно приход подчинялся иерарху Русской православной церкви митрополиту Евлогию (Георгиевскому) и вместе с ним с 1931 по 1945 годы в составе Западноевропейского экзархата русских приходов временно входил в юрисдикцию Константинопольского патриархата.
В 1945 году Никольский и Покровский приходы были воссоединены с Московским патриархатом и включены в состав Патриарших приходов в Финляндии. В том же году настоятелем прихода стал митрофорный протоиерей Виктор Крохин.
В 1938 году, под руководством архитектора Ивана Кудрявцева, было завершено строительство каменного храма в районе Хиетаниеми, освящённого 28 ноября (10) декабря 1938 года в честь святителя Николая Чудотворца. В том же году близ храма было основано русское Никольское кладбище, ставшее местом упокоение многих известных деятелей Белого движения. С 1949 года приход возглавлял протоиерей Георгий Павинский, в 1969 году его сменил священник Николай Старостин, а в 1973 году настоятелем стел протоиерей Георгий Кильгаст. В 1985 году во главе прихода стал протоиерей Михаил Поляченко, а с 1998 года — митрофорный протоиерей Николай Воскобойников.
Начавшееся в 2010 году строительство комплекса Николо-Воскресенского собора в районе Итякескус было прекращено в 2023 году из-за расторжения городом договора об аренде участка и отсутствия финансирования.
Численность зарегистрированных членов прихода на 2020 год составляла 3557 человек, из которых более 70 % составляют граждане Финляндии.